# Больше-Васильевка
Больше-Васильевка — деревня в Шербакульском районе Омской области России. Входит в состав Бабежского сельского поселения.

## История
Основана деревня Больше-Васильевка в 1911 году. В 1928 г. состояла из 39 хозяйств, основное население — украинцы. Центр Больше-Васильевского сельсовета Борисовского района Омского округа Сибирского края.
В соответствии с Законом Омской области от 30 июля 2004 года № 548-ОЗ «О границах и статусе муниципальных образований Омской области» деревня вошла в состав образованного муниципального образования «Бабежское сельское поселение».

## Население
| 2010 |
| ---- |
| 176  |

Гендерный состав
По данным Всероссийской переписи населения 2010 года в гендерной структуре населения из 176 человек мужчин — 82, женщин — 94 (46,6 и 53,4 % соответственно).
Национальный состав
В 1928 г. основное население — украинцы.
Согласно результатам переписи 2002 года, в национальной структуре населения русские составляли 63 % от общей численности населения в 260 чел..